# Réaumont
Réaumont is een gemeente in het Franse departement Isère (regio Auvergne-Rhône-Alpes). De plaats maakt deel uit van het arrondissement Grenoble. Réaumont telde op 1 januari 2022 1.005 inwoners. 

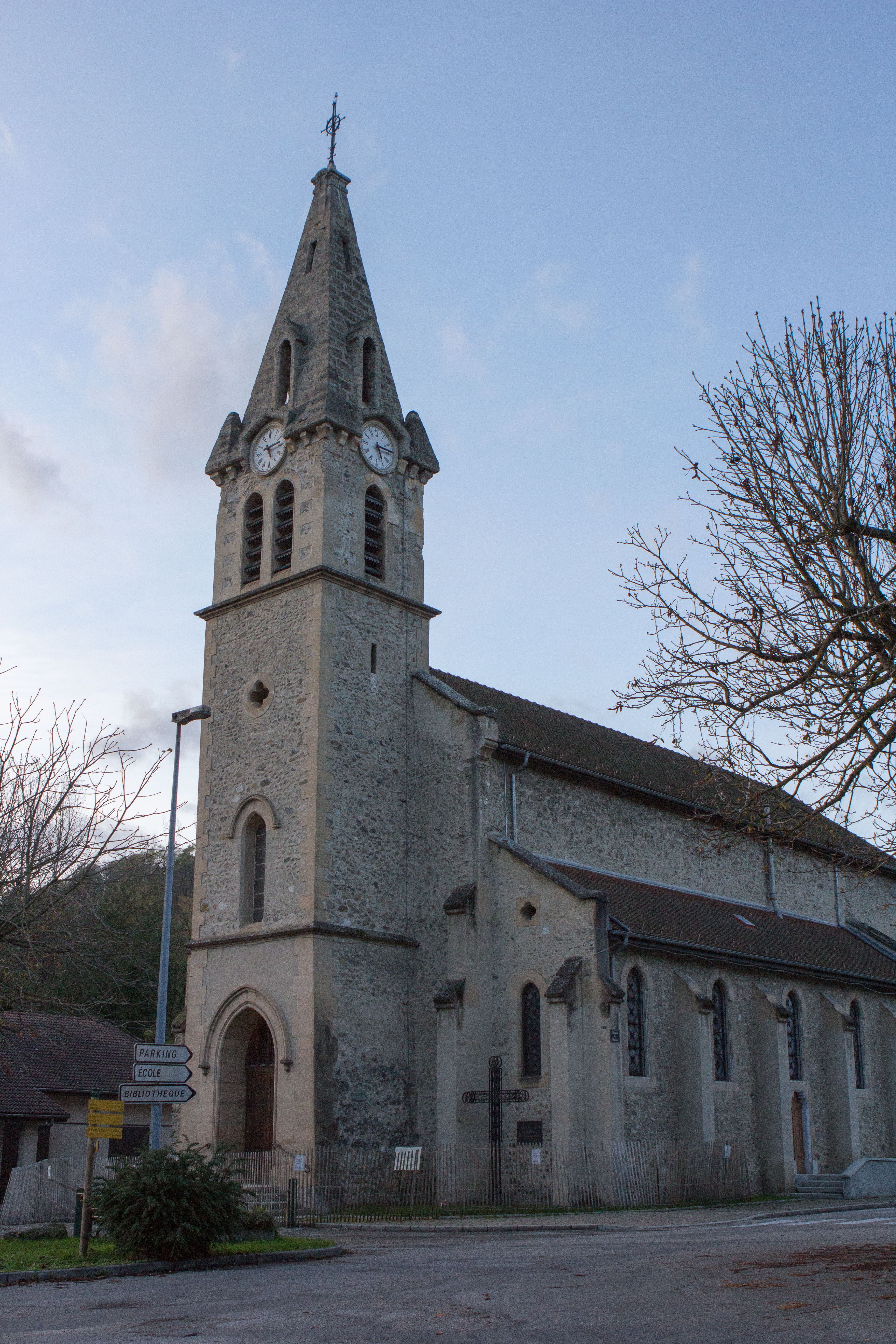
Kerk van Réaumont
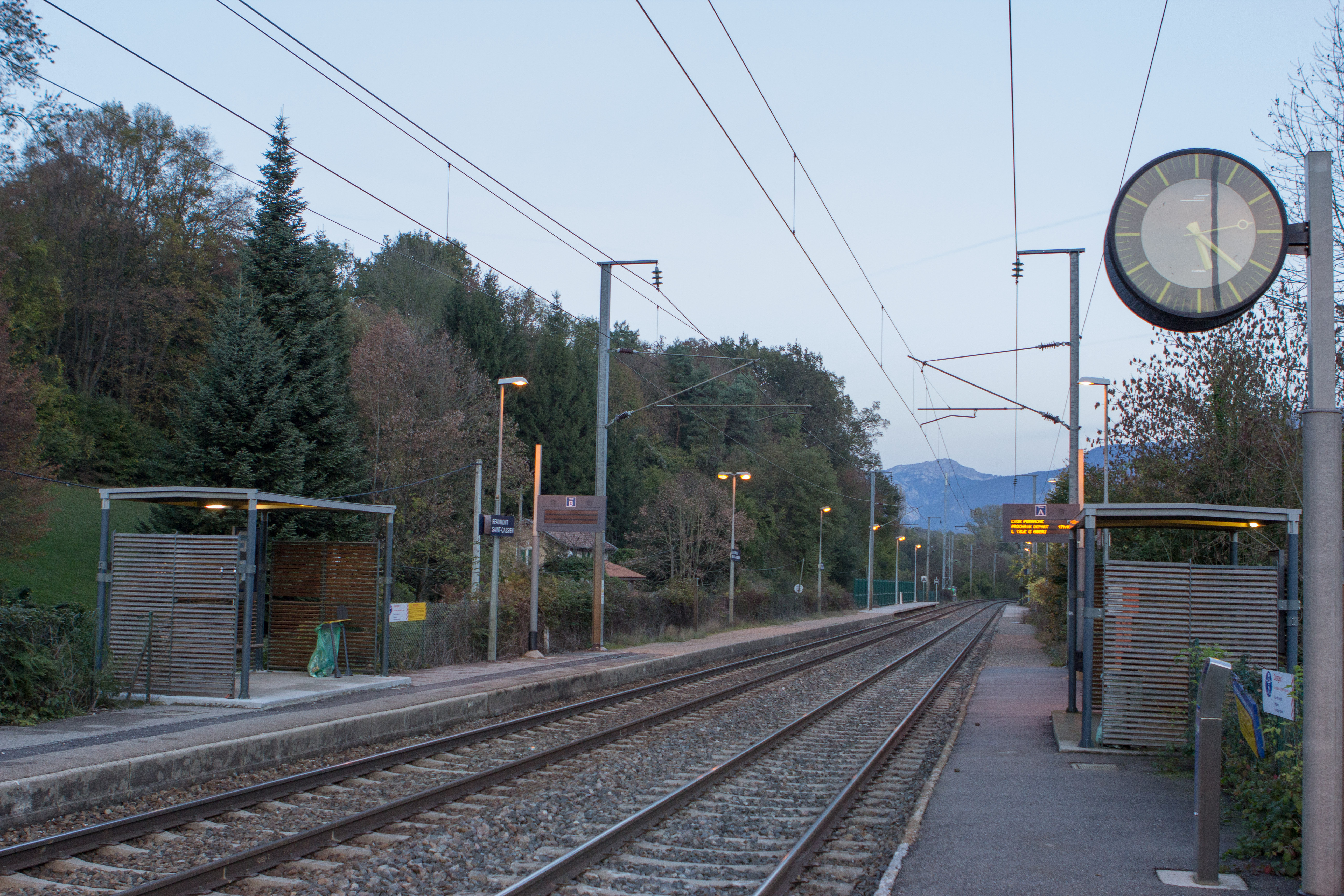
Station van Réaumont
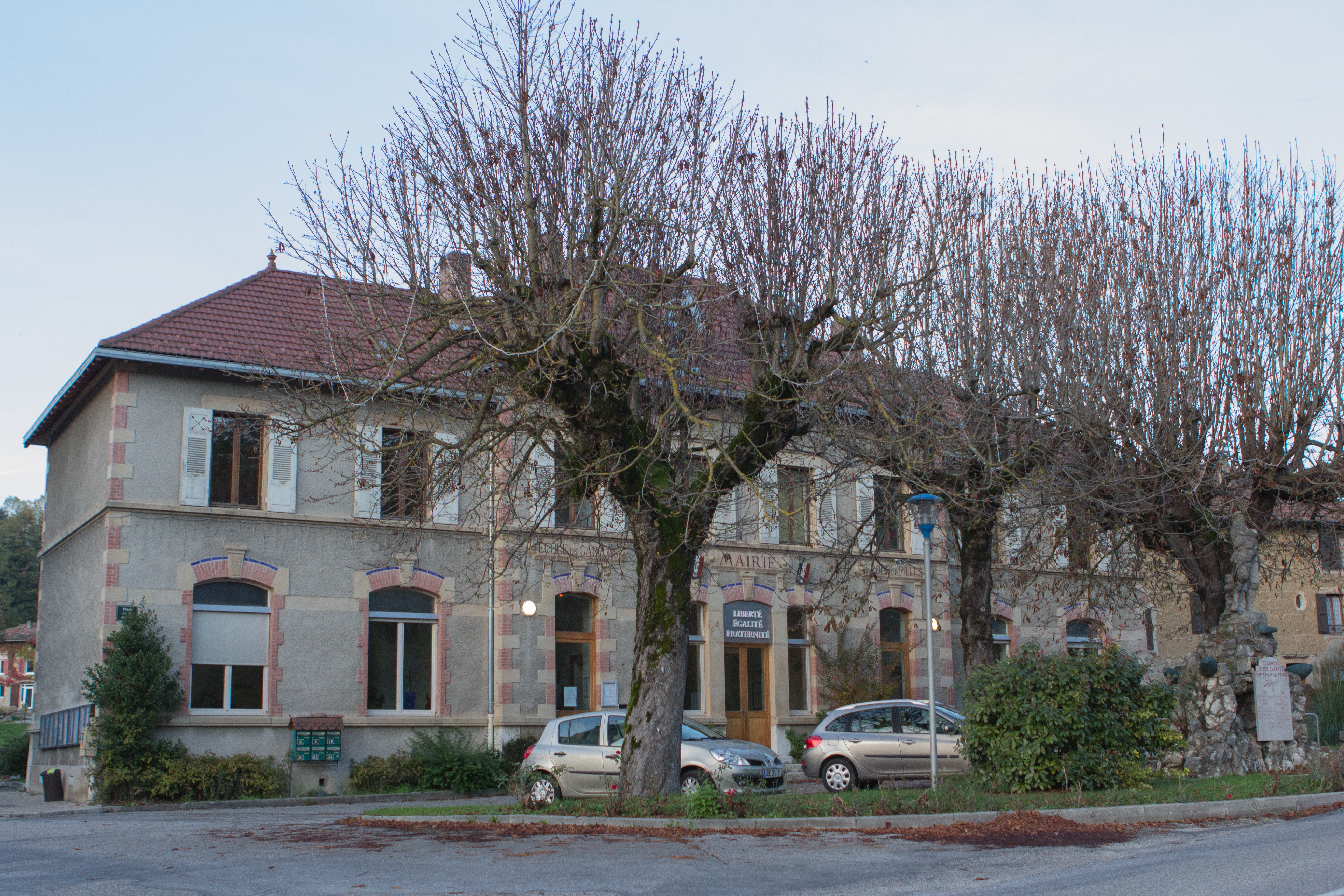
Gemeentehuis

## Geografie
De oppervlakte van Réaumont bedroeg op 1 januari 2022 4,95 vierkante kilometer; de bevolkingsdichtheid was toen 203 inwoners per km².

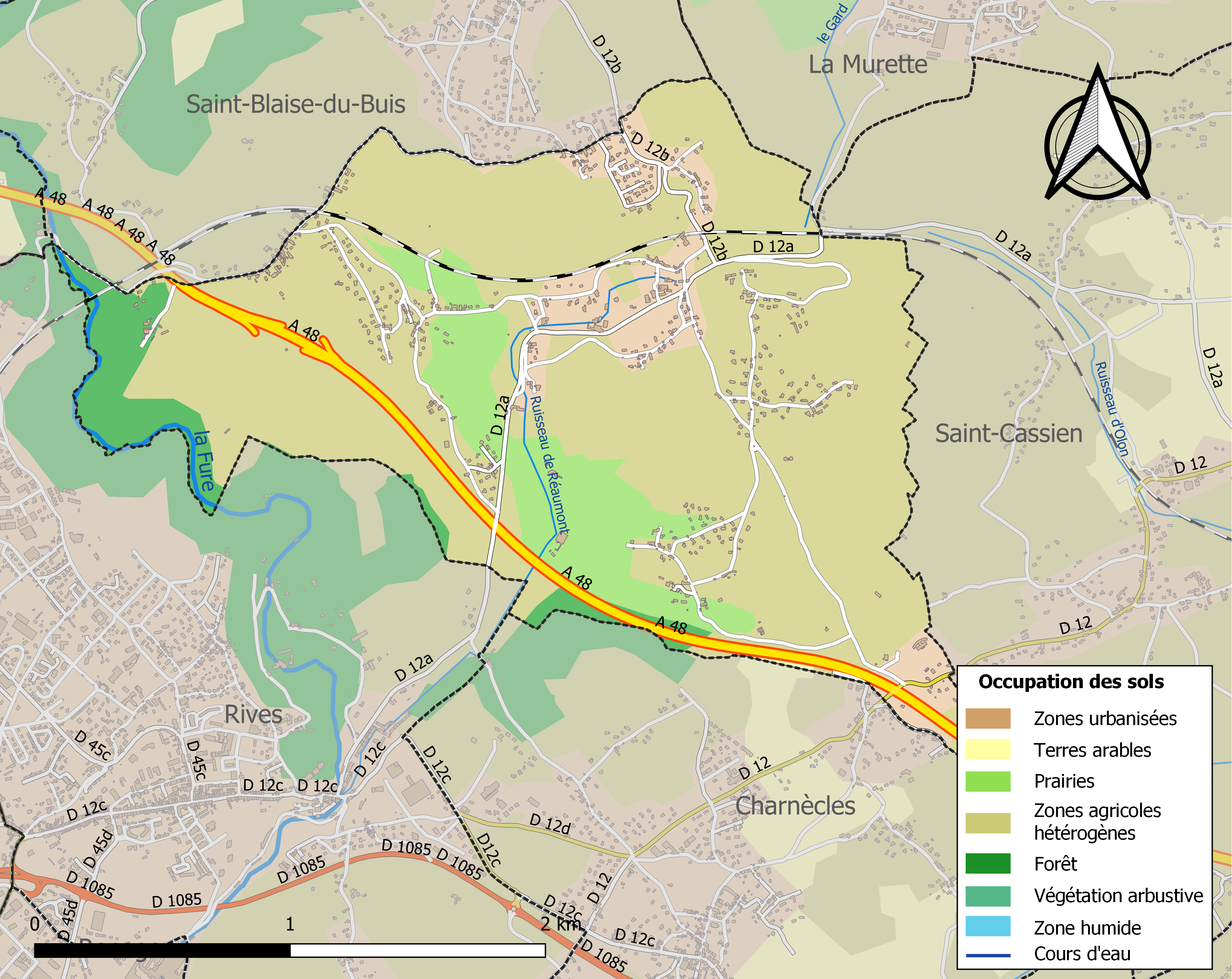
Kaart van de gemeente met de belangrijkste infrastructuur, bodemgebruik en omliggende gemeenten

## Demografie
Onderstaande figuur toont het verloop van het inwonertal (bron: INSEE-tellingen).